# كابت بيتر
كورت بيتر طبيبًا ألمانيًا وقائدًا للشباب ومسؤولًا تعليميًا.
ولد بيتر في عام 1909، ابن برنهارد وماري بيتر. درس الطب في جامعة فورتسبورج وجامعة بون وجامعة لودفيغ ماكسيميليان في ميونيخ.  خلال فترة امتحانه النهائية، كان طبيب الأطفال في شباب هتلر في ينا.
```
عُيَّن قائد منطقة هتلر للشباب لمنطقة 
فايمار
 في عام 1933. 
[
3
]
 في عام 1939  عُيَّن رئيس 
Reichsführerschule
 في 
بوتسدام
. في يناير 1937 شغل منصب المفتش العام 
لمدارس أدولف هتلر
 برتبة 
Gebietsführer
 . 
[
4
]
 
[
5
]
 في 20 أبريل 1942 تمت ترقيته إلى 
Obergebietsführer
 وشغل منصب نائب 
لأرتور أكسمان
 ورئيس مدارس أدولف هتلر. 
[
6
]
 من فبراير إلى مايو 1945، كان يتصرف 
شتابسفورر
 من شباب هتلر بعد وفاة 
هيلموت موكل
. 
[
2
]
```

وكان أيضًا طبيبًا يقدم المشورة بشأن المتطلبات البدنية والغذائية لشباب حاييتر السابقين الذين انضموا إلى الجيش الألماني .  خلال شهري أبريل ومايو 1945، شغل منصب المسؤول الطبي الفوجي في فوج SS Panzer Grenadier رقم 96، الفرقة SS الثامنة والثلاثين Nibelungen لفافن إس إس.
تم احتجاز بيتر بعد الحرب وبعد إطلاق سراحه انتقل إلى السويد. تزوج كارين لينمان (1912-1989)، ابنة الأميرال فريدريك لينمان من البحرية الملكية السويدية. مارس الطب حتى وفاته في عام 1969 ودفن في نيترابي. 